# Gare de Saint-Nabord
Gare de Saint-Nabord vasútállomás Franciaországban, Saint-Nabord településen.

## Vasútvonalak
Az állomást az alábbi vasútvonalak érintik:
- Épinal-Bussang-vasútvonal

## Kapcsolódó állomások
A vasútállomáshoz az alábbi állomások vannak a legközelebb:
- Gare d’Éloyes
- Gare de Remiremont